# Фишхорн (замок)
Фишхорн (нем. Schloss Fischhorn) — средневековый замок в муниципалитете Брукк-ан-дер-Гросглоккнерштрасе, в черте города Целль-ам-Зе в регионе Пинцгау, земля Зальцбург, Австрия. Коплекс расположен на высоком холме в долине ркеи Зальцах. Замок находится в частной собственности и закрыт для посещения. По своему типу относится к замкам на вершине.

## История

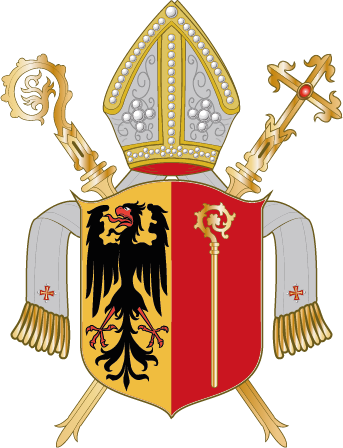
Герб епископов Химзее

### Ранний период
Первое укрепление в данном месте, вероятно, появилось около 1200 года. В 1227 году замок впервые упоминается в документах.
Имя основателя замка остаётся неизвестным. Изначально, скорее всего, крепость принадлежала роду фон Гольдегг, знатной семье из Гольдегг-им-Понгау. Однако другие источники сообщают, что реальным владельцем земли был монастырь Баумбург в Верхней Баварии. Голдегги владели им только как феодом.
Следующим собственником в документах называют епископов Химзее. Они приобрели поместье с замком около 1216 года у Матильды фон Гольдегг вместе с другими имениями в регионе Пинцгау. Сохранился документ 1273 года, в котором речь идёт о том, что Фишхорн по воле епископа Генриха фон Химзее служит как резиденцией для епископов, так и местом проживания управляющего имениями в Пинцгау, принадлежащими епархии.

### XVI-XVIII века
В 1526 году в ходе мощного крестьянского восстания замок оказался захвачен. Бунтовщики разграбили резиденцию, а потом подожгли. В результате Фишхорн оказался в самом плачевном состоянии.
Восстание было вскоре подавлено. Зачинщиков бунта повесили, а крестьян обязали заплатить епископу Эгидиусу Рэму внушительную сумму. Правда, собрать деньги удалось лишь частично и полноценного восстановления крепости не произошло.
Со временем замок всё больше ветшал. Из-за неустроенности резиденции епископы бывали здесь очень редко. Главное здание в основном пустовало.
В отчете о состоянии замка от 1602 года говорится о серьёзных проблемах сооружения: разрушенные внешние стены, непригодные для проживания здания, протекающие во время дождя крыши.
Только в 1675 году епископ Йоханн Франц фон Прейcинг выделил средства на ремонт и рекоснтрукцию комплекса. В последующие сто лет Фишхорн в основном использовался как административный центр. Здесь располагались хозяйственные службы, суд, проживал управляющий.

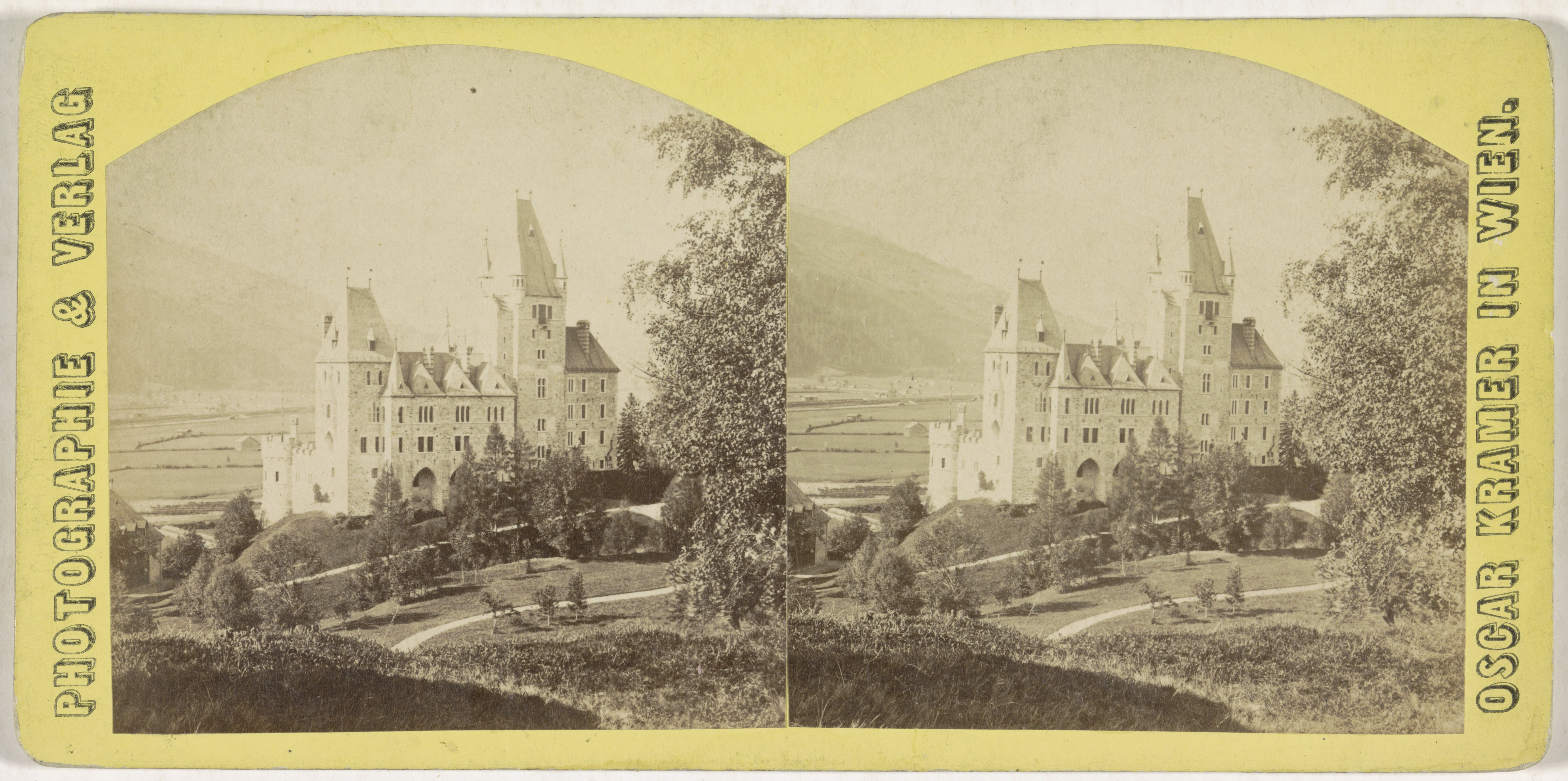
Изображение замка на открытке второй половины XIX века

### XIX век
В ходе секуляризации епархия Химзее в 1807 году была упразднена. Замок Фишхорн, как и все прочие владения епископов, перешёл в собственность светских властей.
В ту пору Зальцбург принадлежал Королевству Бавария. В Фишхорне разместилось Королевское баварское казначейство.
В 1816 году Зальцбург и окрестности согласно решениям Венского конгресса вошли в состав Австрии. В замке стало располагаться имперское управление лесного хозяйства. В 1842 году под нужды Управления выделили замок Розенберг в Целль-ам-Зее. В Фишхорне остались лишь некоторые второстепенные службы.
В 1846 года комплекс вновь оказалось почти заброшенным и быстро стал приходить в упадок. В итоге власти, не найдя применения замку, решили продать его на аукционе. В 1859 году состоялись торги. Новым владельцем Фишхорна стал управляющий почтовым ведомством Антон Эмбахер фон Таксенбах. Правда, всего через три года она продал резиденцию принцессе Софии фон Лёвенштайн и её брату, князю Иоганну II фон Лихтенштайну.
Новые собственники немедленно начали масштабные восстановительные работы. В ходе реконструкции Фишхорн был перестроен в неоготическом стиле. Руководил работами венский мастер-строитель Фридрих фон Шмидт. Он поручил подготовить основной проект зальцбургскому архитектору Йозефу Вессикену. По окончании строительства замок обрёл свой современный вид. На холме Кнаппенбюхельвег вместо компактной средневековой крепости появился комплекс сооружения с большим количеством помещений.
Гербы двух семей, фон Лёвенштайн и фон Лихтенштпйн до сих пор можно видеть над воротами, ведущими к замку.

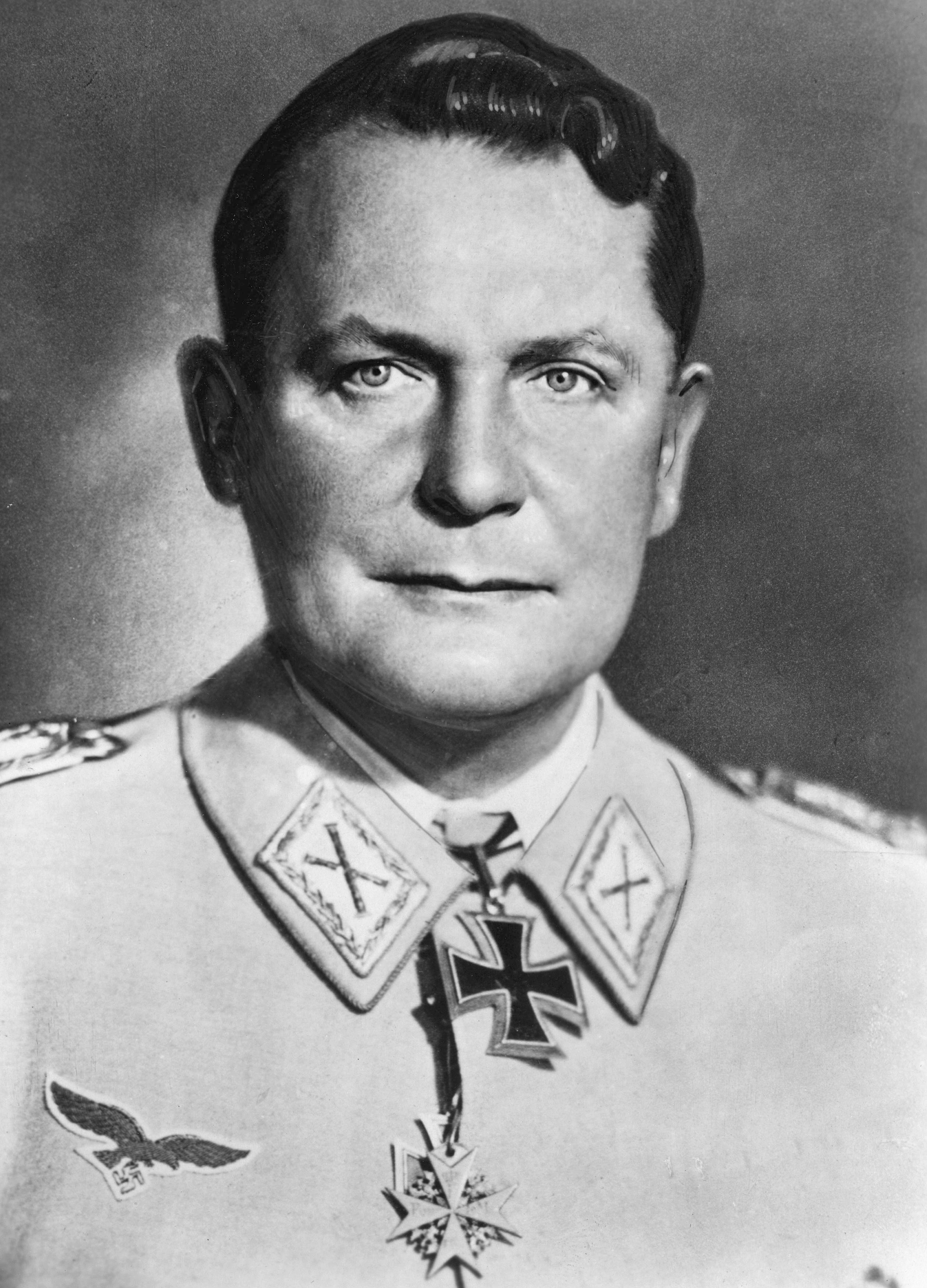
Герман Геринг, некоторое время содержавшийся в замке

### XX век
В 1918 году поместье Фишхорн со всеми постройками и сооружениями приобрёл бременский торговец Генрих Гильдемайстер. 21 сентября 1920 года в комплексе вспыхнул сильный пожар. В итоге значительная часть замка оказалась в руинах.
Генрих Гильдемайстер распорядился восстановить резиденцию. Дело поручили бременскому архитектору Карлу Вольтерсу. При этом следовало существенно упростить прежние решения в отделке, отказавшись от архитектурных «излишеств». Но в целом после реставрации замок сохранил прежний облик.
Вскоре Фишхорне стал административным центром, где находились главные службы крупного сельскохозяйственного и лесного бизнеса. Эта компания существует по сей день.
В эпоху власти национал-социалистов Фишхорн был конфискован. Замок и окружающие здания в мае 1943 года перешли в распоряжение СС. Здесь разместилась учебный центр. С сентября 1944 года замок оказался одним из 169 вспомогательных учреждений концлагеря Дахау. В Фишхорне разместили 150 узников. В основном это были пленные советские офицеры. Одновременно Фишхорн использовался как архив. Здесь в число прочего хранились многочисленные личные письма Адольфа Гитлера.
В мае 1945 года Герман Геринг, один из ближайших соратников Гитлера, была схвачен американскими солдатам в коммуне Альтенмаркт-им-Понгау. С 7 по 9 мая 1945 года бывший глава Люфтваффе вместе с супругой Эмми и дочерью Эддой находился под стражей в замке Фишхорн. Затем его перевели в номер гранд-отеля в Китцбюэле.
После завершения Второй мировой войны замок вернулся к прежним владельцам. Долгое время собственники не могли решить, что с ним делать. Десятилетиями комплекс пустовал и постепенно ветшал.

### XXI век
После 2000 года в Фишхорне начались комплексные строительные и реставрационные работы. В ходе реконструкции в замок провели все современные коммуникации. Он превратился во вполне комфортабельное жилое сооружение.
Начиная с 2007 года, собственники стали время от времени предоставлять части резиденции для проведения выставок и концертов. Часть комплекса выделена под элитный отель.

## Описание
После перестройки, проведённой в XIX веке, замок приобрёл вид сооружения в неоготическом стиле. При строительстве и обновлении кладки в основном использовались гранит и туф. Однако после крупного пожара 1920 года далеко не всё было восстановлено. В частности, большинство эркеров исчезли с фасадов. А бывшие сводчатые окна обрели более простую прямоугольную форму.
Само здание состоит из нескольких крыльев. Три из них примыкают к главной башне. В восточном крыле расположены замковая часовня. От неё на юг ответвляется четвёртое крыло, ведущее к круглой башне.
Крылья образуют небольшой двор неправильной формы, окруженный с трёх сторон зданиями, а с юга замкнут высокой стеной. Главный вход с парадными воротами находится в западной части комплекса. 
Особо стоит отметить роскошную парадную лестницу в неоготическом стиле. Здесь на всех этажах сохранили стрельчатые арки оконных проёмов с центральными гранитными колоннами. Для слуг имелась отдельная винтовая лестница.

## Ценные находки, связанные с Фишхорном
- Офицер жандармерии Герберт Голд из Нидернзилля  выдвинул в своей книге «Янтарная комната» версию, что похищенный нацистами в Царскосельском дворце знаменитый комплекс янтарных панелей тайно доставили в Пинцгау[3]. В Фишхорн оказались в конце войны и другие предметы искусства. Голд уверял, что все они были спрятаны в тайных подземельях замка. Однако до сих пор никаких серьёзных расследований этой версии не проводилось, так как владельцы не дали согласие на изыскания.
- В августе 2007 года в большом мусорном контейнере в Целль-ам-Зее было обнаружено дорогое распятие, украденное во время войны национал-социалистами в Польше. Как и многие другие вывезенные с оккупированных территорий произведения искусства, оно хранилось в Фишхорне. В хаосе последних недель войны распятие было похищено охотниками за сокровищами. Стоимость креста оценивается в 400 тысяч евро.
- В марте 2007 года во время земляных работ на территории замка строители наткнулись на остатки древнеримского поселения I века до н. э. Скорее всего, это был торговый постом для переправки грузов и товаров через Альпы.

## Галерея

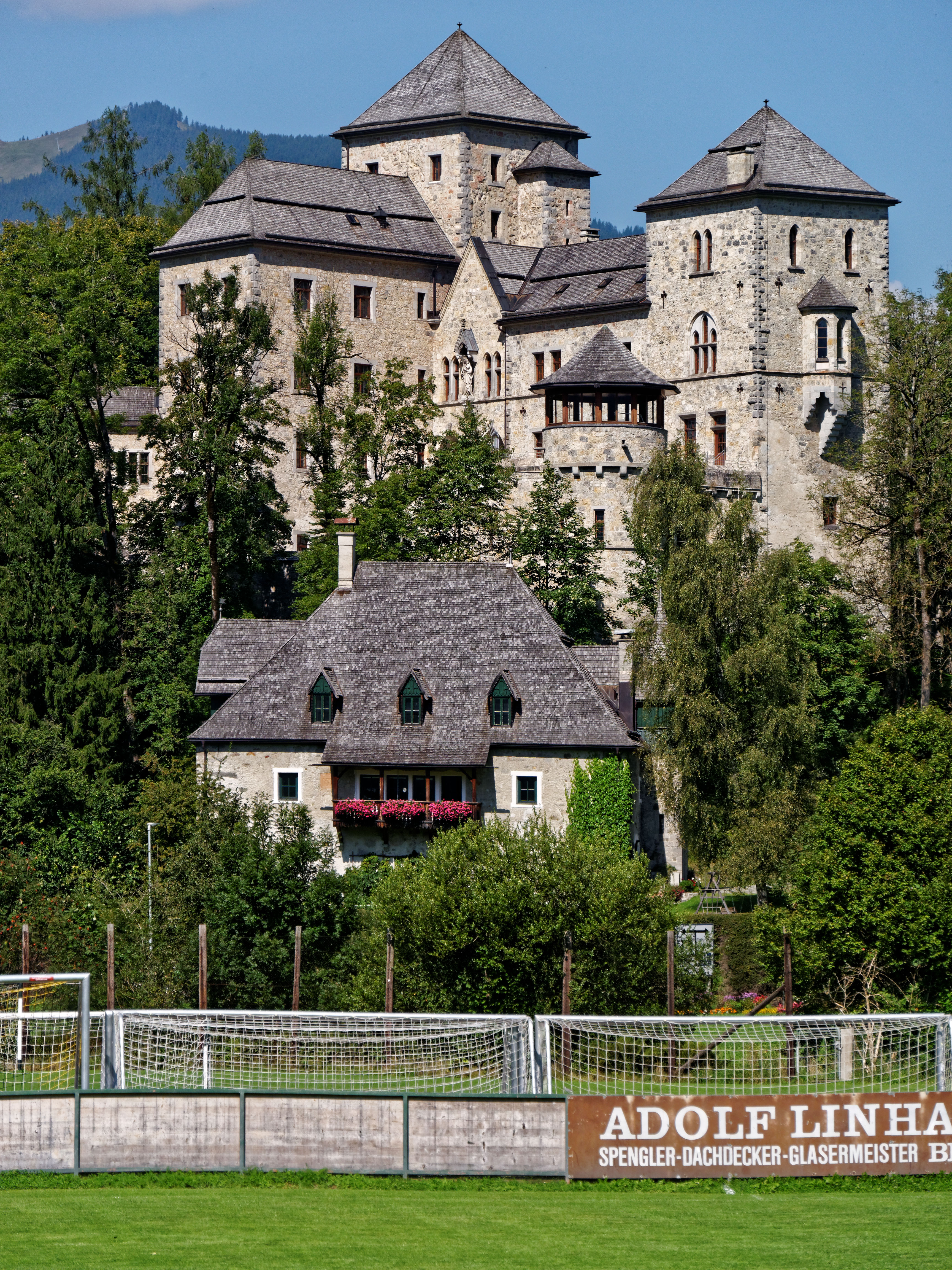
Вид замка с юго-восточной стороны
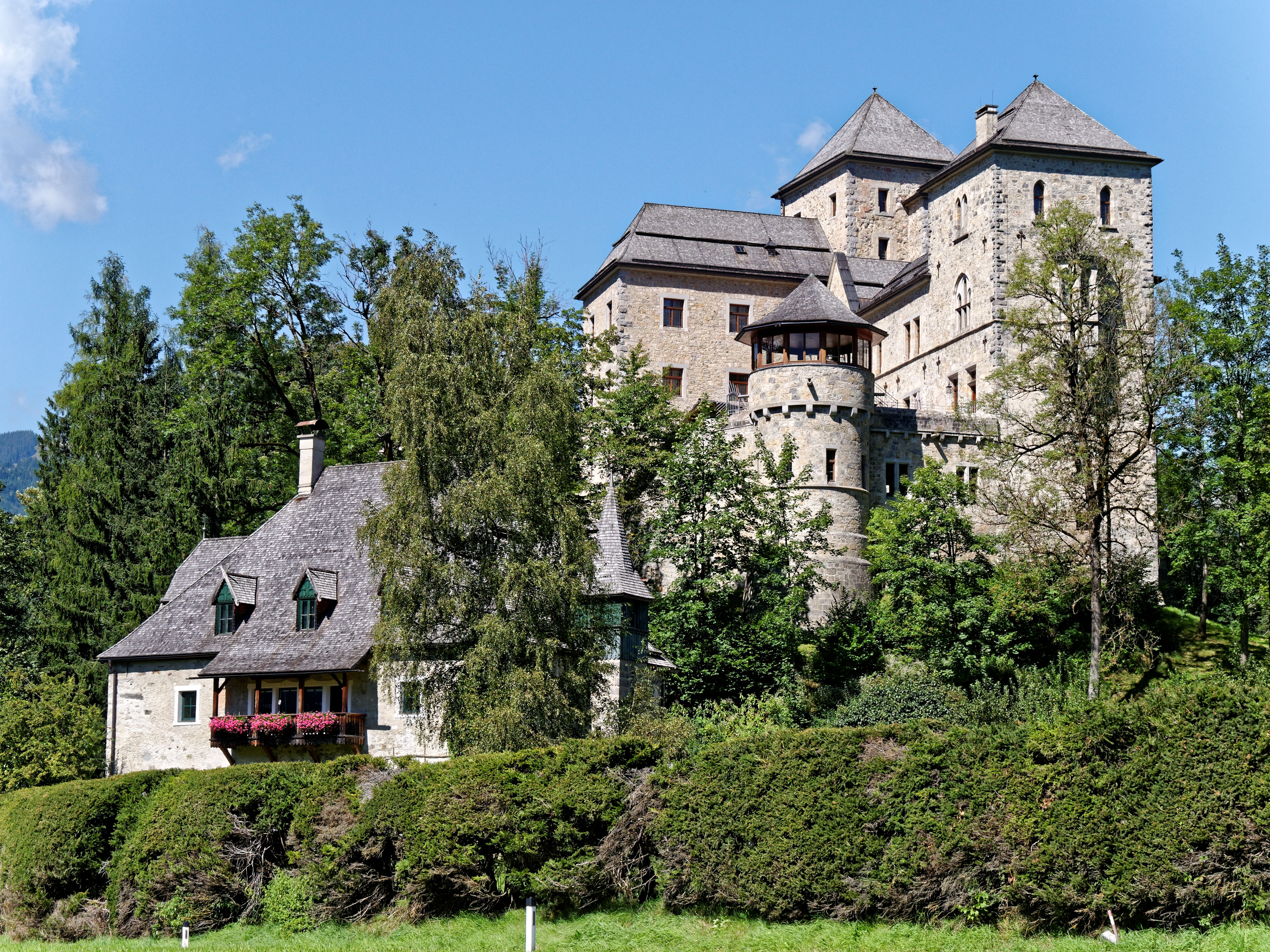
Вид замка с восточной стороны
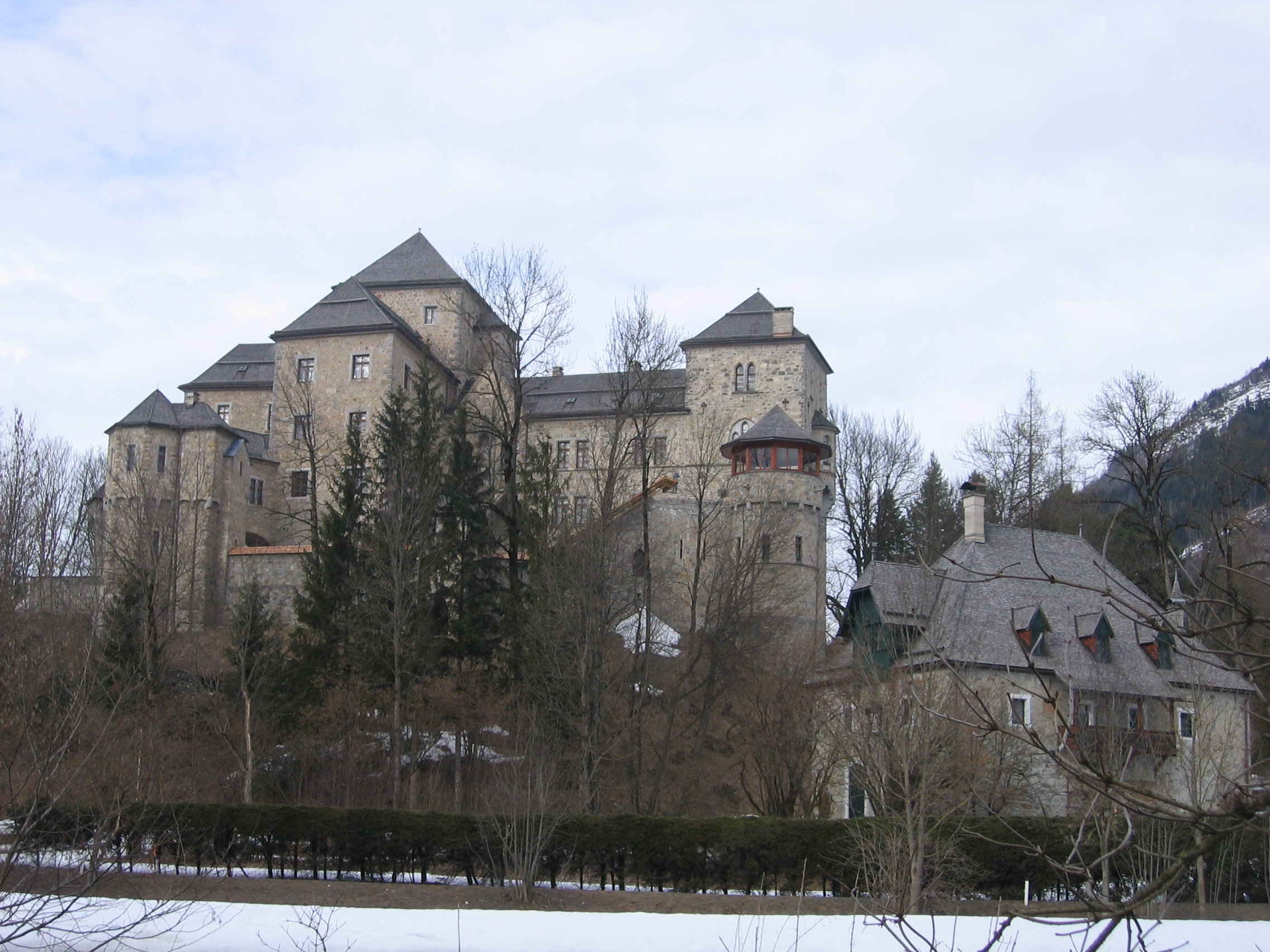
Вид замка в зимнее время с юго-западной стороны
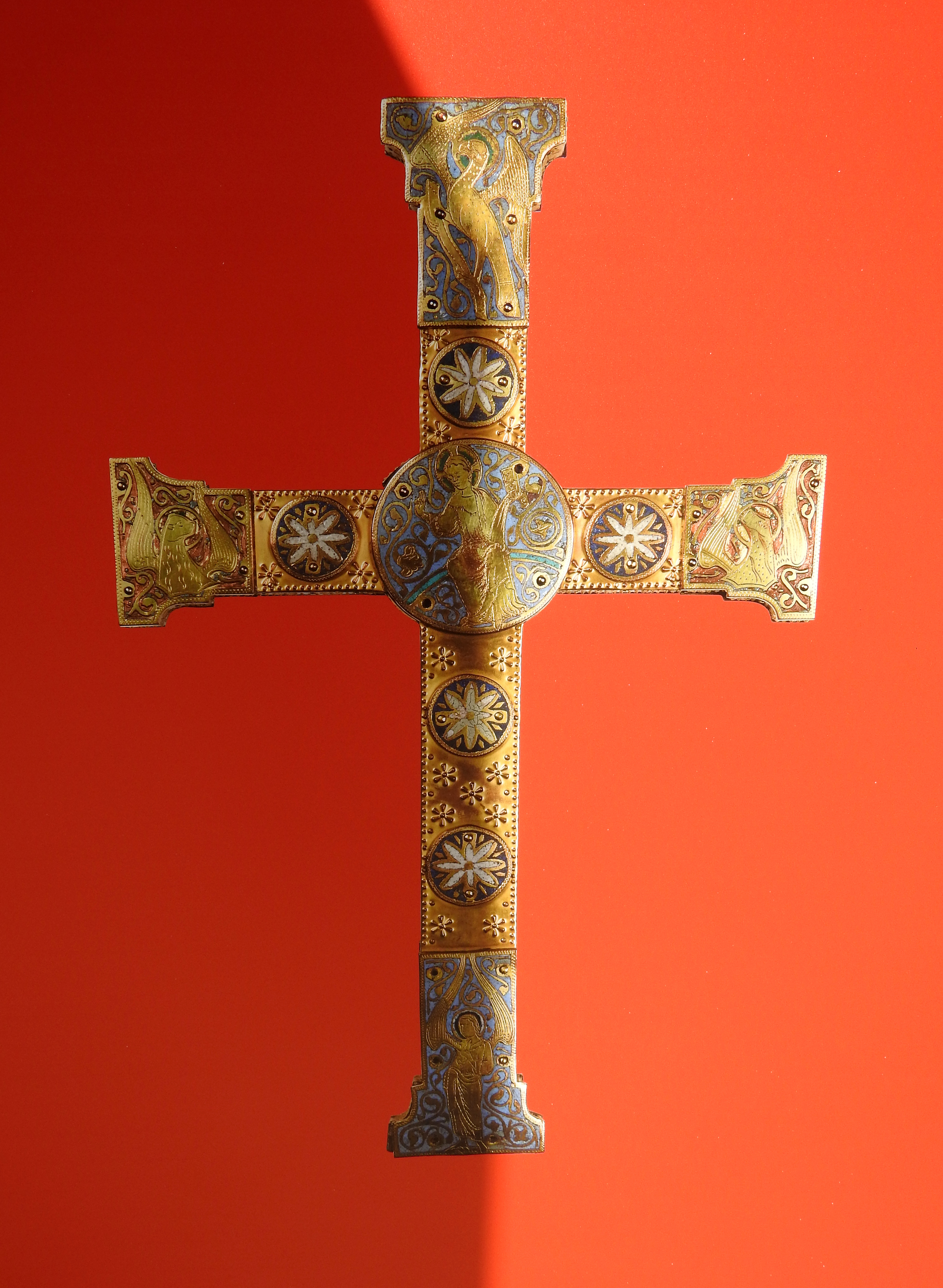
Распятие, хранившееся в замке